# Dolmen de La Dehesa de la Lastra
Der Dolmen de La Dehesa de la Lastra liegt in Luque in der Provinz Córdoba in Andalusien in Spanien.

Dehesaregionen in Spanien und Portugal

Der kleine Nordwest-Südost-orientierte Dolmen besteht aus einer viereckigen Kammer und einem kurzen, engen Gang. Seine Gesamtlänge beträgt etwa 3,7 Meter. Die Kammer besteht aus drei Orthostaten aus lokalem Kalkstein, auf denen eine Deckenplatte aus dem gleichen Material aufliegt. Der Gang besteht aus sechs Orthostaten der gleichen Steinsorte, die Decksteine fehlen. Bei der Ausgrabung wurden nur einige menschliche Zähne gefunden.